# Mandato Britânico da Palestina (instrumento jurídico)

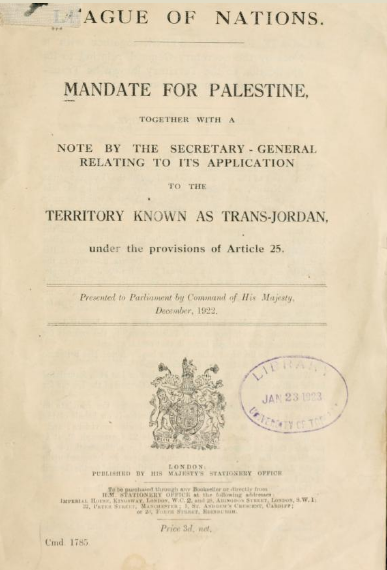
British Command Paper 1785, dezembro de 1922, contendo o mandato para a Palestina e o memorando da Transjordânia.

O Mandato Britânico da Palestina foi uma mandato, da Liga das Nações para o território que antigamente constituía os sanjacos do Império Otomano de Nablus, Acre, parte meridional do Vilaiete da Síria, a porção do sul do Vilaiete de Beirute, e o Mutasarrifato de Jerusalém, antes do Armistício de Mudros.

## História
O projeto do mandato da Palestina foi formalmente confirmado pelo Conselho da Liga das Nações em 24 de julho de 1922, completado através do memorando da Transjordânia de 16 de setembro de 1922 e entrou em vigor em 29 de setembro de 1923, na sequência da ratificação do Tratado de Lausanne, com o Reino Unido ficando responsável pela administração do mandato.
O documento foi baseado nos princípios contidos no artigo 22 do Pacto da Liga das Nações e da Conferência de San Remo de 25 de abril de 1920 pelos principais Aliados e poderes associados após a Primeira Guerra Mundial, quando a Tríplice Aliança, da qual participava o Império Otomano, foi derrotada. O objetivo formal do sistema de mandatos da Liga das Nações foi justamente o de administrar os territórios integrantes do extinto Império Otomano, que dominara o Oriente Médio desde o Século XVI, "até que fossem capazes de se tornar independentes". A fronteira aproximada do norte com o mandato francês foi estabelecida no Acordo Paulet-Newcombe de 23 de dezembro de 1920.
O mandato formalizou o domínio britânico na parte sul da Síria otomana de 1923 a 1948. Em 16 de setembro de 1922, com o consentimento da Liga das Nações, o Reino Unido dividiu o território em duas áreas administrativas:

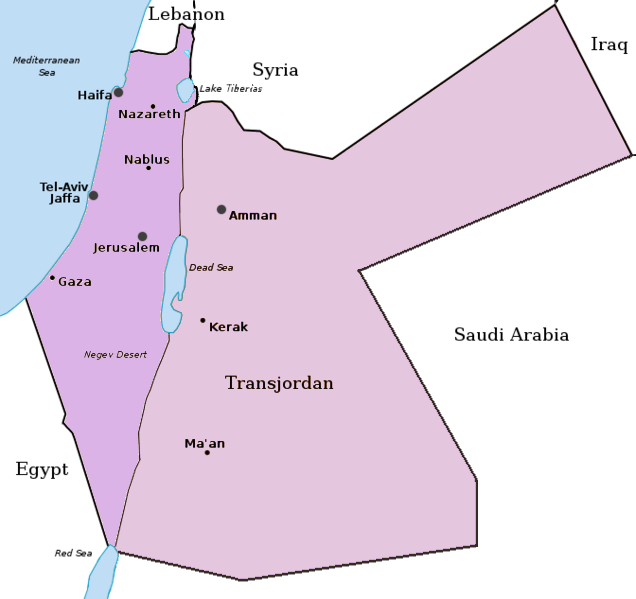
Mapa do território sob o mandato britânico da Palestina antes da criação do Reino da Transjordânia.

- Palestina, a oeste do rio Jordão, que ficaria sob domínio britânico direto até 1948;
- Transjordânia, a leste do Jordão, que seria uma região semi-autônoma, governada pela família hachemita do Hejaz, na atual Arábia Saudita, de acordo com a Correspondência Hussein-McMahon de 1915. Na sequência do memorando da Transjordânia, a área a leste do Jordão ficou isenta das disposições previstas no mandato em relação ao Lar Nacional Judeu. Também estabeleceu uma "administração da Transjordânia" separada para a aplicação do mandato, sob a supervisão geral da Grã-Bretanha. A Transjordânia tornou-se amplamente autônoma sob a tutela britânica após o estabelecimento de um acordo em 20 de fevereiro de 1928 e totalmente independente sob um tratado com a Grã-Bretanha em 22 de março de 1946.[6]

O mandato terminou em 14 de maio de 1948. Antes do encerramento, em 29 de novembro de 1947, a Assembleia Geral das Nações Unidas aprovou a Resolução 181, que tratava do futuro governo da Palestina. Previu a criação de estados judeus e árabes separados que operariam sob a união econômica com Jerusalém sendo transferidos para a tutela da ONU. No último dia do mandato, a criação do Estado de Israel foi proclamada.